# Glenea estanleyi
Glenea (Parazosne) estanleyi é uma espécie de escaravelho da família Cerambycidae.  Foi descrito por Vives em 2009.  Encontra-se nas Filipinas.